# Pályi András (író)
Pályi András (Budapest, 1942. december 1. –) író, műfordító. Dramaturgként és újságíróként is dolgozott.

## Életrajz
Apja, Pályi Sándor és nagyapja, id. Pályi Sándor is tanár volt. 1961-től az ELTE Bölcsészettudományi Kar hallgatója volt, ahol 1966-ban szerzett diplomát lengyel–magyar szakon, 1967-ben pedig a MUOSZ újságíró iskoláját is elvégezte. 1963-ban bemutatták „Tigris” című drámáját a Pécsi Nemzeti Színházban, amelyet azonban betiltottak és a harmadik előadás után levettek a műsorról. Első kötete 1978-ban jelent meg.
1966–1968 között az Új Ember, 1970–1974 között a Magyar Hírlap, 1974–1989 között a Színház című lap, 1989–1991 között pedig a Magyar Napló munkatársa, 1991-ben fél évig főszerkesztője. 1991–1995 között a varsói Magyar Kulturális Intézet igazgatója. 1996–2005 között az egri Gárdonyi Géza Színház dramaturgja, a Szépírók Társasága alapítója, és 1997–1998 között első elnöke volt. A Kalligram című folyóirat teljes terjedelmében neki szentelte 2002. decemberi számát. Ugyane kiadó Tegnap és Ma sorozatába Cs. Fehér Katalin írt róla könyvet.
Első feleségétől, Saád Katalin dramaturgtól 1975-ben vált el. 1982-ben feleségül vette Németh Nóra színésznőt, akitől három gyermeke született. Fia, Márk évekig az Ex Symposion felelős szerkesztője volt.
Évtizedek óta foglalkozik a lengyel kultúra népszerűsítésével. Többek között Witold Gombrowicz és Adam Michnik magyar fordítója.
Az Élet és Irodalom című hetilapban sokáig rendszeresen jelentkezett kritikáival, riportjaival, azóta legtöbbször a Jelenkor folyóiratban publikál. 2014-től a Digitális Irodalmi Akadémia tagja.

## Főbb művei
- Tiéd a kert (elbeszélések), 1978, ISBN 963-15-1154-5
- Éltem. Két történet; Szépirodalmi, Bp., 1988 ISBN 963-15-3602-5
- Kövek és nosztalgia (elbeszélések), 1989, ISBN 963-15-4115-0
- Egy ember kibújik a bőréből. Esszék színházról, életről, politikáról; Hungavia–Kráter, Bp., 1992, (a katalógusokban formailag hibás ISBN-nel szerepel) ISBN 963-2909-32-X
- Éltem – Másutt – Túl (kisregények), 1996, ISBN 80-7149-141-1
- Suszterek és szalmabáb. Lengyel színházak, lengyel írók, lengyel sorsok; Kalligram, Pozsony, 1998, ISBN 80-7149-195-0
- Provence-i nyár. Válogatott és új elbeszélések; Kalligram, Pozsony, 2001, ISBN 80-7149-430-5
- Képzelet és kánon. Esszék, kritikák; Kalligram, Pozsony, 2002, ISBN 80-7149-502-6
- Megérkezés (regény), 2003, ISBN 80-7149-549-2
- Múlás és maradás. Rádiónapló; Kalligram, Pozsony, 2004, ISBN 80-7149-606-5
- A kerület órái. Történetek, tárcák, esetek; Kalligram, Pozsony, 2007, ISBN 80-7149-885-8
- Az én határain. Pályi Andrással beszélget Darabos Enikő; Kalligram, Pozsony, 2010, ISBN 978-80-8101-330-0
- Színészek kereszttűzben. Előadások, alakítások, könyvek; Kalligram, Pozsony, 2011, ISBN 978-80-8101-431-4
- Gyász és gyönyör (elbeszélések 1959-2016). Kalligram, Pozsony, 2017, ISBN 978-80-8101-959-3

### Idegen nyelveken
1. Out of Oneself (angol nyelvű, Twisted Spoon Press, Prague, 2005, Goldstein Imre fordítása) ISBN 80-86264-21-1
2. Příchody (cseh nyelvű, Host, Brno, 2005, Ana Okrouhlá fordítása) ISBN 80-7294-160-7
3. Na końcu świata (lengyel nyelvű, Wydawnictwo Austeria, Krakkó, 2019, Izabela Wójcik és Jerzy Snopek fordítása) ISBN 978-83-7866-249-5

## Díjai, elismerései
- Lengyel Kultúráért érdemérem (1991)
- Krúdy Gyula-díj (1997)
- Pro Literatura díj (1999)
- A Lengyel Köztársaság lovagi keresztje (2000)
- A ZAIKS műfordítói díja (2001)
- Füst Milán-díj (2001)
- József Attila-díj (2004)
- Budapestért díj (2007)
- Márai Sándor-díj (2011)
- Déry Tibor-díj (2011)